# Anita Colby
Anita Colby, nacida como Anita Counihan (Washington, 5 de agosto de 1914 - Nueva York, 27 de marzo de 1992) fue una modelo y actriz estadounidense. 

## Biografía
Nacida como Anita Counihan, Colby era hija de Bud Counihan, dibujante conocido entre los artistas de Nueva York de aquellos años. Ya al principio de su carrera, con una ganancia de alrededor de 50 dólares por hora, Anita Colby se convirtió en una de las modelos mejor pagadas de la época. Su rostro apareció en numerosos carteles publicitarios, muchos de los cuales estaban relacionados con marcas de cigarrillos. A pesar de su profesión, Anita Colby nunca posó en traje de baño.
En 1935 se mudó a Hollywood, y fue en aquel momento cuando adoptó el apellido Colby. Tuvo un pequeño papel en la película Mary of Scotland (1936) y en un par de películas de cine B, pero su carrera como actriz nunca despegó. Después de dos años, regresó a Nueva York y trabajó en la oficina editorial de Harper's Bazaar. Solamente diez años después consiguió hacerse un nombre en Hollywood luego de haber trabajado en la campaña publicitaria internacional de la película Cover Girl (1944), en la que también participó como actriz.
Posteriormente, la modelo fue contratada por David O. Selznick en los años cuarenta para enseñar belleza y porte a las actrices bajo contrato con Selznick como Jennifer Jones, Ingrid Bergman, Shirley Temple, Dorothy McGuire y Joan Fontaine. En 1954 presentará la serie de televisión antológica The Pepsi-Cola Playhouse. Murió a la edad de setenta y siete años el 27 de marzo de 1992.

## Filmografía
- The Bride Walks Out, dirigida por Leigh Jason (1936)
- Mary of Scotland, dirigida por John Ford (1936)
- Walking on Air, dirigida por Joseph Santley (1936)
- China Passage, dirigida por Edward Killy (1937)
- Cover Girl, dirigida por Charles Vidor (1944)
- Brute Force, dirigida por Jules Dassin (1947)